# Hagen Staack
Alfred Hagen Karl Staack (* 28. Juli 1913 in Berlin; † 2. Oktober 1991 in Topton (Pennsylvania)) war ein evangelischer Theologe (Kirchenhistoriker).

## Leben und Wirken
Hagen Staack wurde als Sohn eines Kaufmanns in Berlin geboren. Er besuchte das Wilhelm-Gymnasium in Hamburg und legte dort 1933 die Reifeprüfung ab. Anschließend studierte er an der Universität Hamburg und an von April 1935 bis März 1937 der Universität Rostock Philosophie, Theologie, Mathematik, Physik und Kunstwissenschaft. Die Gestapo verhörte ihn zu dieser Zeit aufgrund seiner Mitgliedschaft in der Bekennenden Kirche mehrfach. An der Hamburger Universität promovierte er 1938 bei Hermann Noack und Joachim Ritter zum Dr. phil. und lehrte anschließend von April 1938 bis August 1939 an der Theologischen Hochschule der Bekennenden Kirche in Berlin. Beim dortigen Bruderrat bestand er am 15. September 1939 das erste theologische Examen.
Während des Zweiten Weltkriegs leistete Staack von September 1939 bis Juli 1945 Kriegsdienst. Anschließend arbeitete er als Vikar von Ludwig Heitmann an der St. Johanniskirche in Hamburg-Eppendorf und legte 1946 das zweite theologische Examen ab. 1947 erhielt er eine Pastorenstelle an der St.-Johannis-Kirche in Harvestehude und war von 1945 bis 1949 als Lehrbeauftragter für Philosophie an der Universität Hamburg tätig. Die Initiative hierzu war von Wilhelm Flitner ausgegangen. Staack selbst sah sich als kirchlich bestimmten Wissenschaftler. Von 1948 bis 1950 unterrichtete er als nebenamtlicher Dozent an der Kirchlichen Hochschule in Hamburg. Während seiner Zeit in Hamburg hatte er den Vorsitz des Evangelischen Bundes in Hamburg inne und engagierte sich bei der Christlichen Pfadfinderschaft als stellvertretender Landesmarkführer Nordmark.
Von September 1949 bis Juni 1950 besuchte Staack mit finanzieller Unterstützung des Ökumenischen Rats der Kirchen die Princeton University. Dort referierte er über die mittelalterliche Kirchenhistorie. Im November 1950 erhielt er eine Pastorenstelle an der zweisprachigen St. Peter’s Lutheran Church in Allentown und lehrte ab 1955 als Professor am Muhlenberg College. Dort leitete er das „Religion Department“ und gab naturwissenschaftliche Kurse für angehende Lehrer, die im Rahmen des „Temple University's General Education Program“ abgehalten wurden. Er hatte diese Stelle bis zur Emeritierung 1983 inne. Außerdem war er Ehrendoktor des Roanoke College.
Staack war ein Beobachter des Zweiten Vatikanischen Konzils, das von 1962 bis 1965 stattfand. In den USA überregionale Bekanntheit erlangte er durch Funk- und Fernsehsendungen. Von 1963 bis 1966 war er in der Sendung Frontiers in Faith und im März 1966 in The Holy Seasons bei NBC zu sehen. Die American Association of Catholic Broadcasters verlieh ihm 1964 einen „Gabriel Award“ für die beste protestantische Fernsehsendung. Staack hatte eine eigene 30-minütige Radiosendung, in der er mehr als 30 Jahre religiöse Themen behandelte. Außerdem sprach er neun Jahre lang eine tägliche Morgenandacht, die im Radio ausgestrahlt wurde. Er legte dabei Wert darauf, herauszustellen, dass Religion aus seiner Sicht ein signifikanter Bestandteil der menschlichen Existenz sei.
Hagen Staack starb am 2. Oktober 1991 in Topton, Berks County.